# Styrum (Mülheim an der Ruhr)
Styrum, Mülheim an der Ruhr-Styrum — dzielnica miasta Mülheim an der Ruhr w Niemczech, w kraju związkowym Nadrenia Północna-Westfalia.